# Episodi di Der Anwalt (seconda stagione)
La seconda stagione della serie televisiva Der Anwalt è stata trasmessa in anteprima in Germania dalla ZDF tra il 21 aprile 1977 e il 28 luglio 1977.
| nº | Titolo originale         | Titolo italiano | Prima TV Germania | Prima TV Italia |
| -- | ------------------------ | --------------- | ----------------- | --------------- |
| 1  | Gemeingefährlich         | inedito         | 21 aprile 1977    | inedito         |
| 2  | Führerschein weg         | inedito         | 28 aprile 1977    | inedito         |
| 3  | Eine unbezahlte Rechnung | inedito         | 5 maggio 1977     | inedito         |
| 4  | Senfgas                  | inedito         | 12 maggio 1977    | inedito         |
| 5  | Gewissenskonflikt        | inedito         | 26 maggio 1977    | inedito         |
| 6  | Kuhhandel                | inedito         | 2 giugno 1977     | inedito         |
| 7  | Hotel Bergenthal         | inedito         | 16 giugno 1977    | inedito         |
| 8  | Narrenfreiheit           | inedito         | 23 giugno 1977    | inedito         |
| 9  | Der Frikadellenkrieg     | inedito         | 30 giugno 1977    | inedito         |
| 10 | Zum Wohle des Kindes     | inedito         | 7 luglio 1977     | inedito         |
| 11 | 30 Jahre für ein Kilo    | inedito         | 14 luglio 1977    | inedito         |
| 12 | Der Fall Brencovic       | inedito         | 21 luglio 1977    | inedito         |
| 13 | Urlaubsreif              | inedito         | 28 luglio 1977    | inedito         |